# 下山田站
下山田站（日语：／ Shimo-Yamada eki */?）是位於福岡縣山田市（現時：嘉麻市）下山田，九州旅客鐵道（JR九州）上山田線的鐵路車站（廢站）。在此站廢除前2年，曾經為日本國有鐵道（國鐵）漆生線的終點站，當時為兩線的轉乘站。

## 歷史
- 1898年（明治31年）2月8日：九州鐵道開設此站[1]。
- 1907年（明治40年）7月1日：九州鐵道被國有化（日语：鉄道国有法），成為國有鐵道的車站[1]。
- 1909年（明治42年）10月12日：若松站至上山田站之間定名為筑豐本線。此站成為筑豐本線的車站。
- 1929年（昭和4年）12月7日：筑豐本線飯塚站至上山田站之間分拆為上山田線。此站成為上山田線車站。
- 1966年（昭和41年）3月10日：漆生線漆生站至此站開通，使此站成為轉乘站。
- 1970年（昭和45年）10月1日：結束貨運業務[1]。
- 1974年（昭和49年）3月5日：成為業務委託車站[2][3]。
- 1986年（昭和61年）4月1日：漆生線全線廢除。
- 1987年（昭和62年）4月1日：因國鐵分割民營化，此站成為九州旅客鐵道的車站[1]。
- 1988年（昭和63年）9月1日：隨著上山田線全線廢除，此站也被廢除[1]。

## 車站構造
此站為地面車站，設有1面1線的單式月台。此站是業務委託車站。站內設有木造站舍和裝載煤炭的設施。在車站啟用時站舍已經存在。雖然此站曾經是上山田線和漆生線的轉乘站，但是兩線的分岔點是在靠近飯塚一方1.7公里處的嘉穗信號場。而所有漆生線的列車會直通至上山田線上山田站方向，因此實際上此站被視為中途站。

## 運輸量、收入
| 年度 | 客量（人） | 貨物量（公噸） | 客運收入（日圓） | 貨運收入（日圓） |
| ---- | ---------- | -------------- | ---------------- | ---------------- |
| 1924 | 104,704    | 216,692        | 21,514           | 291,296          |
| 1928 | 164,548    | 372,972        | 34,993           | 503,639          |
| 1931 | 115,323    | 316,387        | 24,717           | 433,952          |
| 1935 | 141,824    | 541,612        | 36,160           | 751,639          |

- 資料取自各年度版《福岡縣統計書》

## 車站周邊
- 梅林公園
- 嘉麻市立下山田小學
- 下山田郵局

## 現狀
車站遺址變成公園。

## 相鄰車站
九州旅客鐵道（JR九州）
上山田線
大隈－（嘉穗信號場）－下山田－上山田
日本國有鐵道（國鐵）
漆生線
才田－（嘉穗信號場）－下山田

## 注腳
1. 1 2 3 4 5 6 7  石野哲 (编).  初版. JTB. 1998-10-01: 803. ISBN 978-4-533-02980-6 （日语）.
2. ↑  . 交通新聞 (交通協力会). 1974-02-21: 1 （日语）.
3. ↑  . 交通新聞 (交通協力会). 1974-03-05: 1 （日语）.

## 相關項目
- 日本鐵路車站列表 Shi